# Phyllozetes tauricus
Phyllozetes tauricus är en kvalsterart som beskrevs av Gordeeva 1978. Phyllozetes tauricus ingår i släktet Phyllozetes och familjen Cosmochthoniidae. Inga underarter finns listade i Catalogue of Life.